# ZVUK 12
ZVUK 12 (zkratka ZVUK 12) je české politické hnutí oficiálně zaregistované 17. července 2012 jako ZVUK 2012 (zkratka ZVUK 2012). Hnutí působí především ve Zlínském kraji.

## Vedení hnutí
Předsedou hnutí je od roku 2012 Jiří Kašík, 1. místopředsedou je od roku 2024 Martin Hassa, 2. místopředseou je od roku 2017 Ivo Thurner. Členkou předsednictva je od roku 2014 Stanislava Pulkrábková a od roku 2022 je členem předsednictva také Ondřej Daníček.

## Účast ve volbách

### Volby do zastupitelstev krajů

#### Rok 2012
Ve volbách do zastupitelstev krajů v roce 2012 hnutí kandidovalo samostatně do Zastupitelstva Zlínského kraje. Se ziskem 4 049 hlasů (tj. 2,16 %) se však do zastupitelstva nedostalo.

#### Rok 2016
Ve volbách do zastupitelstev krajů v roce 2016 4 členové hnutí ZVUK 12 kandidovali do Zastupitelstva Zlínského kraje na kandidátce hnutí STAN, které obdrželo 21 152 hlasů (tj. 11,62 %) a 6 mandátů (z toho jeden získal představitel hnutí ZVUK 12) ve 45členném zastupitelstvu.

#### Rok 2024
Ve volbách do zastupitelstev krajů v roce 2024 hnutí kandiduje do Zastupitelstva Zlínského kraje jako součást koalice „STAROSTOVÉ s podporou TOP 09 a ZVUK 12“.

### Volby do zastupitelstev obcí

#### Rok 2014
Ve volbách do zastupitelstev obcí v roce 2014 hnutí získalo celkem 13 mandátů.

#### Rok 2018
Ve volbách do zastupitelstev obcí v roce 2018 hnutí ZVUK 12 získalo celkem 9 mandátů.

#### Rok 2022
Ve volbách do zastupitelstev obcí v roce 2022 hnutí získalo celkem 15 mandátů.

## Volební výsledky

### Krajská zastupitelstva
| Volby | Kraj    | Kandidátní listina                     | Hlasy         | Hlasy         | Mandáty       | Mandáty       |
| Volby | Kraj    | Kandidátní listina                     | Celkem        | %             | Mandáty       | Mandáty       |
| Volby | Kraj    | Kandidátní listina                     | Celkem        | %             | Zvoleno       | ±             |
| ----- | ------- | -------------------------------------- | ------------- | ------------- | ------------- | ------------- |
| 2012  | Zlínský | ZVUK 2012                              | 4 049         | 2,16          | 0/45          | ▬0            |
| 2016  | Zlínský | STAROSTOVÉ A NEZÁVISLÍ                 | 21 152        | 11,62         | 0/45          | ▬0            |
| 2024  | Zlínský | STAROSTOVÉ s podporou TOP 09 a ZVUK 12 | bude oznámeno | bude oznámeno | bude oznámeno | bude oznámeno |

### Zastupitelstva obcí
| Volby | Mandáty  | Mandáty |
| Volby | Zvoleno  | ±       |
| ----- | -------- | ------- |
| 2014  | 13/62121 | ▲13     |
| 2018  | 9/61950  | ▼4      |
| 2022  | 15/61780 | ▲6      |